# Packhof

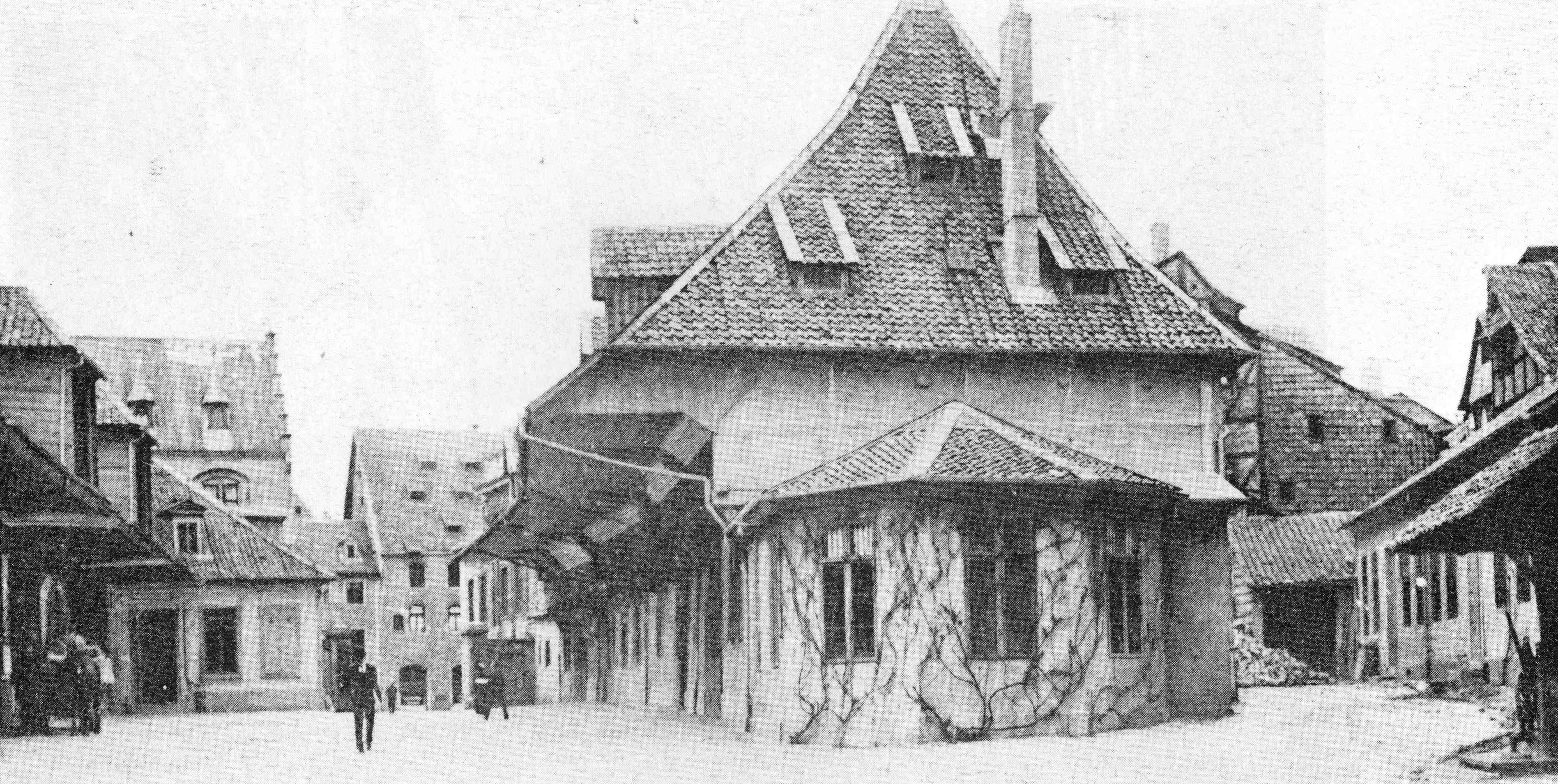
Der Braunschweiger Packhof um 1900

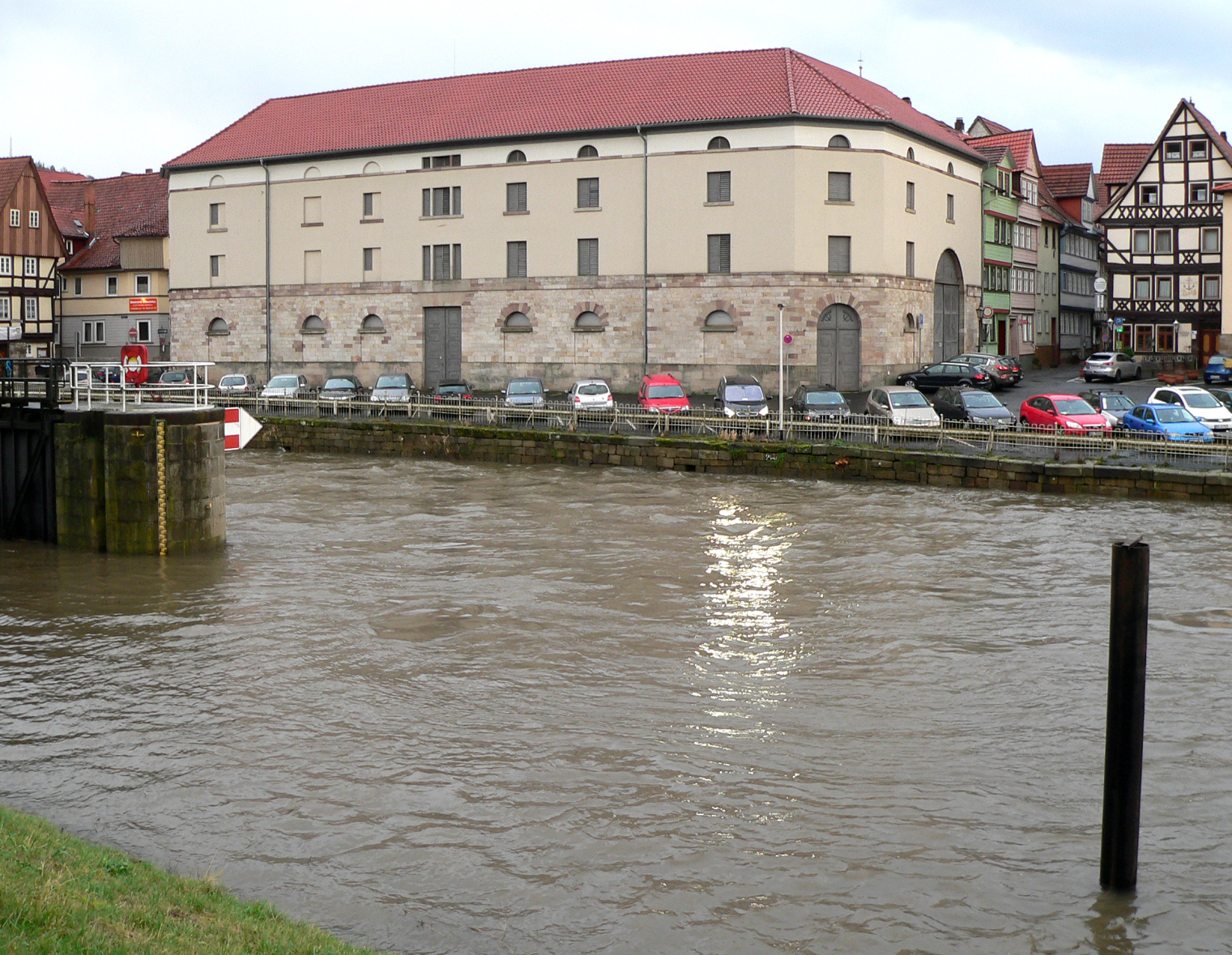
Der Mündener Packhof an der Werra

Ein Packhof war eine in vielen Städten betriebene Lager- und Speicher-Einrichtung sowohl für ortsansässige Handelsunternehmen als auch zur Zwischenlagerung für den durchlaufenden Warenverkehr. In den Packhöfen konnten beispielsweise per Pferdekutsche, auf dem Schiff oder mit der Eisenbahn angelieferte oder weiterzutransportierende Handelsgüter gelagert werden. Mitunter wurden die Flächen der Packhöfe auch für Produkte und Fabrikate genutzt, für die die Eigentümer kein eigenes Lager unterhielten.
In den Packhöfen wurden in der Regel auch die für das jeweilige Land geltenden Zoll- und Steuer-Formalitäten und sonstige gesetzlich geregelten Kontrollen erledigt.
In den Packhöfen als öffentliche Niederlagen konnten zeitweilig aber auch Waren unversteuert deponiert werden, bis sie von dort aus ab- oder weitertransportiert wurden. Solche Warenlager entsprachen den Zollfreigebieten in Freihäfen und hatten für die Händler den Vorteil, dass zwar Gebühren für die Lagerzeit entrichtet werden mussten, nicht aber die oftmals höheren Einfuhrsteuern.
In früheren Zeiten spielten indirekte Steuern, die auf gesetzlich festgelegte Handelsgüter erhoben wurden, sowohl für den Staat als auch für die Städte eine wesentlich größere Rolle als beispielsweise in der zweiten Hälfte des 20. Jahrhunderts. Wenn die steuerpflichtigen Waren nicht bereits bei ihrer Herstellung oder bei der Einfuhr in die jeweilige Stadt erfasst worden waren, musste schließlich im Packhof versteuert werden. So wurden beispielsweise zur Zeit des Königreichs Hannover in dem im hannoverschen Packhof integrierten Königlichen Haupt-Steuer-Amt unter der Leitung des Ober-Steuerinspectors die Abgaben sowohl für den Staat als auch für die Stadt erhoben.